# Edizioni musicali Carisch
Le Edizioni musicali Carisch sono una delle più note aziende di edizioni musicali italiane, con più di un secolo di attività e con in repertorio molti successi.

## Storia
L'azienda venne fondata nel 1887 a Lipsia da Giovanni Andrea Carisch (1834-1901), svizzero di Poschiavo, e da Arturo Jänichen, con la denominazione Edizioni musicali Carisch & Janichen, e si occupò anche all'inizio dell'importazione in Italia di strumenti musicali; nel 1894 entrarono nell'azienda i figli di Giovanni Andrea, Otto e Adolfo, e l'azienda si trasferì a Milano. Otto Carisch decedette quasi subito, nel giugno 1895.
Dapprima le edizioni Carisch si occuparono di musica classica, con pochissime eccezioni: una di queste, nel 1898, ottenne un grande successo, Ciribiribin, scritta da Carlo Tiochet per il testo e da Alberto Pestalozza per la musica e lanciata dall'austriaca Mitzi Kirchner. Proprio questo exploit fece aumentare l'interesse dell'azienda verso le canzoni e la musica leggera.
Nel 1914 entrò in azienda il figlio del defunto Otto, Guido (ma soprannominato Giulio).
Con la nascita della radio, la Carisch editò molte canzoni trasmesse dall'Eiar, come Ludovico (scritta da Luciano Ramo per il testo e da Vittorio Mascheroni per la musica e lanciata da Vittorio De Sica) e ottenne anche i diritti per l'Italia di molti successi esteri, tra cui Io cerco la Titina (cover di Je cherche après Titine di Léo Daniderff).
Nel 1929 concluse un accordo con il Gruppo Editoriale Bixio per la distribuzione delle canzoni edite dalle edizioni di Cesare Andrea Bixio, dal Tango delle capinere a Parlami d'amore Mariù.
Deceduto Guido/Giulio prematuramente come il padre, a 43 anni nel luglio 1935, e deceduto Adolfo nel 1936, senza più membri attivi della famiglia Carisch nel 1938 diventò direttore dell'azienda il maestro Igino Robbiani, di Soresina.
Nel 1945 entrò in azienda il figlio del defunto Giulio, Alberto Carisch, che ampliò l'attività del gruppo nel campo discografico (fondando la casa discografica Carisch nel 1949, la Ri-Fi con Giovan Battista Ansoldi e la MRC) ed editoriale, fondando altre edizioni collegate come le Edizioni musicali Southern Music.
All'inizio degli anni Ottanta l'azienda passò al figlio di Alberto, Maurizio Carisch.
Nel 1989 la Carisch venne acquistata da Warner Chappell Music Italiana e poi ceduta nel 2002 al Gruppo Monzino, attivo nell'editoria musicale sin dalla fine del Settecento.
Tra la fine degli anni Novanta e i primi anni Duemila, la Carisch acquistò alcune società francesi e spagnole attive nell'editoria musicale a stampa, quali IMP France, Musicom, Music Distribucion e Real Musical.
I cataloghi editoriali Carisch vennero acquistati dall'inglese Music Sales Group (MSG) nei primi mesi del 2015.
Music Sales era già, dal dicembre 2013, il distributore esclusivo della Carisch e, dopo aver acquistato il gruppo editoriale, è diventato il più grande editore di musica stampata grazie alla sua presenza anche nell'Europa meridionale.
Ma nell'aprile 2018 l'attività stampa di Music Sales venne a sua volta acquistata dalla multinazionale americana dell'editoria a stampa Hal Leonard LLC, che rilevò in esclusiva a livello mondiale anche la gestione e amministrazione della produzione di catalogo del marchio Carisch.
Con questa operazione anche il catalogo Carisch, così come quello Ricordi (di proprietà di Universal Music e già amministrato da Hal Leonard dal 2011), è ora sotto il controllo produttivo della più grande casa editrice musicale mondiale.
Alla Siae risultano, a ottobre 2011, 1148 brani musicali di proprietà della Carisch.

## Le principali canzoni pubblicate dalle edizioni musicali Carisch
| Anno | Titolo             | Autori del testo | Autori della musica        | Principali esecutori |
| ---- | ------------------ | ---------------- | -------------------------- | -------------------- |
| 1898 | Ciribiribin        | Carlo Tiochet    | Alberto Pestalozza         | Mitzi Kirchner       |
| 1928 | Soldatini di ferro | Peppino Mendes   | Peppino Mendes Ugo Lachini | Gabrè                |
| 1929 | Ziki-Paki, Ziki-Pu | Peppino Mendes   | Vittorio Mascheroni        | Gabrè                |
| 1931 | Lodovico           | Luciano Ramo     | Vittorio Mascheroni        | Vittorio De Sica     |